# 笹原宏之
笹原 宏之（ささはら ひろゆき、1965年12月15日 - ）は、日本の国語学者・言語学者。日本製漢字である国字研究の第一人者。 学位は、博士（文学）（早稲田大学）。早稲田大学教授。文化庁 文化審議会国語分科会で、常用漢字の選定・改定作業に携わる。

## 人物
東京都出身。小学生の頃より漢字の面白さに惹かれ、中学生になると世界最大の漢和辞典として知られる『大漢和辞典』を小遣いで購入し耽読した。
当時から、「字源」への興味もさることながら、社会生活のなかでの漢字の使われ方、社会の移り変わりを映し出す、漢字表記(表現)の変化の有り様、これら豊かな漢字表現にあらわれる日本人の心理について特に興味を惹かれたといい、中学生の頃には「当て字」を蒐集、ノートにまとめ自作の「当て字大辞典」を作成していた。
これら「当て字」に関する30年来の研究は、「命（さだめ）」・「時代（とき）」・「秋桜（コスモス）」・「本気（マジ）」・「夜露死苦（ヨロシク）」など、歌詞・漫画・テレビ・広告などでは流通していながら、辞書には記載されにくい表記を採録した『当て字・当て読み 漢字表現辞典』（三省堂）としてまとめられた（ちなみに、「よろしく」の当て字は、ヤンキー用語として、「夜露死苦（ヨロシク）」と表記される遥か以前、すでに江戸時代、滝沢馬琴によって「四六四九（ヨロシク）」と当て字されており、この"4649"には、4×6+4×9=60、つまり60回も「よろしく」との意味まで込められていたという）。 

## 研究領域
日本でつくられ独自の発展を遂げた国字（和製漢字）研究の第一人者として知られるほか、辞典などには載せられているものの、典拠不明で、誰にも読めない「幽霊文字」の発掘者でもあり、それら「幽霊文字」のつくられる過程を解明したことでも知られる。
漢字の「受容」から「変容」、その独自の発展のメカニズムの解明はもちろん、それらの使用実態に至るまで、漢字文化について計量国語学的・歴史的・社会的・文化的諸側面から学際的研究を行う。
こうした研究は、情報通信機器や、「電子政府」を支える文字情報基盤の構築（各種端末・ディスプレイなど異なる環境でも、文字化けを起こさず文字を表示したり、異体字の適切な処理を可能にするなど） に向けた「汎用電子情報交換」のための「文字環境」の実現、さらには、漢字で書かれた膨大な情報資源をデータとして、共有・活用する知的プラットフォームの基盤整備につながっている。
史料・文学作品・専門用語・方言・地名から、マンガ、携帯電話の文字、2ちゃんねる用語まで、幅広い対象を調査し、過去から現在にいたる日本語・漢字表記の動態、位相差を研究し、個人の漢字使用というミクロレベルから、マクロレベルの動態分析まで、漢字文化を総合的視野から捉える学際領域の研究者である。 また、中国・韓国からベトナムに至る東アジア漢字文化圏のあいだの比較研究も行っている。フランス日本語教師会からパリのシンポジウムに招かれた際に、フランス国立東洋言語文化学院（INALCO）での講義でパリの女子学生が「嬲」を「まもる」と解釈したことを紹介して話題を呼んだ。
新聞・雑誌・テレビ・ラジオなどで、漢字ブーム、活字離れ、漢字の読めないおバカタレントブームとその背景など、「漢字と社会の関わり」 についてコメントを求められることも多い。

## 略歴
1988年早稲田大学文学部中国文学専修卒。1993年早稲田大学大学院文学研究科博士後期課程単位取得退学。
文化女子大学専任講師、国立国語研究所主任研究官、1999年早稲田大学非常勤講師、2005年早稲田大学社会科学部・社会科学総合学術院助教授、2007年から社会科学部・社会科学総合学術院教授。
この間、東京大学、東北大学、北海道大学、埼玉大学、日本女子大学、聖心女子大学などで非常勤講師も務める。
経済産業省のJIS漢字、法務省の人名用漢字、文部科学省の常用漢字の選定・改定に携わる。また、三省堂『新明解国語辞典』編集委員、明治書院『日本語学』編集委員、(公財)全国書美術振興会評議員などを務めるほか、中国の大学である浙江財経大学兼職教授として学術交流を行う。
2009年、日本漢字能力検定協会の不祥事を受け、透明性の高い事業運営実現のため、臨時理事会で新しい評議員に選任された。日本漢字学会理事、日本語学会評議員。

## 審議会等委員
現代日本社会における漢字使用の実態に詳しく、NHK用語委員会、経済産業省「公的文字基盤構築事業」をはじめ、審議会委員などの活動を通じ、その研究が生かされている。
法務省・法制審議会「人名用漢字部会」幹事を務めた際の経験などから、赤ちゃんの命名において「苺」の漢字に人気が出ていること、「生臭い」を意味する「腥」、「膀胱」の「胱」とみられる漢字を使いたがる親の存在などを通じ、近年の命名の特徴・傾向を分析した 〈cf.たいと〉。
近年の赤ちゃんの「名付け」では、字面の「雰囲気」や「イメージ」（例えば、月+星=腥 といった字面のイメージ）、 「響き」が優先されるほか、姓名判断の影響、さらに、これまで見られなかった漫画・アニメキャラクターの影響 （'80-'90年代に放送されたアニメ・シティーハンターで育った世代が、主人公・冴羽獠の「獠」の字を、我が子に付けたがるケースなど） を指摘した上で、漢字が持つ『意味』の側面については、蔑ろにされる場合があることに懸念を示している。
ほかに、「弐千円札」や「さいたま市」の名称選定に関わり、文部科学省（文化庁） 文化審議会国語分科会漢字小委員会委員として、常用漢字表の選定・改定作業にも携わった。副主査として関わった「常用漢字表の字体・字形の指針」では「令」に習慣に沿って6種の字形を例示し、後の年号「令和」の筆字の字形の話題に関してしばしば参照されることとなった。

## 受賞歴
- 2006年：『国字の位相と展開』で第35回金田一京助博士記念賞受賞。国字研究の嚆矢として高い評価を受けた[20]。
- 2015年：早稲田大学ティーチングアワード受賞。
- 2017年：国字の研究で、白川静記念東洋文字文化賞受賞。

## 著書

### 単著
- 『日本の漢字』岩波書店〈岩波新書 991〉、2006年1月。ISBN 978-4004309918。[21]
- 『国字の位相と展開』三省堂、2007年3月。ISBN 978-4385362632。[22]
- 『訓読みのはなし 漢字文化圏の中の日本語』光文社〈光文社新書 352〉、2008年5月。ISBN 978-4334034559。
  - 『訓読みのはなし 漢字文化圏の中の日本語』角川学芸出版〈角川ソフィア文庫〉、2014年4月。ISBN 978-4044081072。[23]
- 『漢字の現在 リアルな文字生活と日本語』三省堂〈Word-Wise Book〉、2011年9月。ISBN 978-4385365244。[24]
- 『方言漢字』角川学芸出版〈角川選書〉、2013年2月。ISBN 978-4149108469。[25][26]
- 『漢字と日本語の文化史』NHK出版〈NHKカルチャーラジオ〉、2013年6月。ISBN 978-4385365244。[27]
- 『漢字に託した「日本の心」』NHK出版〈NHK出版新書 438〉、2014年6月。ISBN 978-4140884386。[28]
- 『漢字の歴史 古くて新しい文字の話』筑摩書房〈ちくまプリマー新書〉、2014年9月。ISBN 978-4480689221。[29]
- 『日本人と漢字』集英社インターナショナル〈知のトレッキング叢書〉、2015年11月。ISBN 978-4797673074。[30][31]
- 『謎の漢字 由来と変遷を調べてみれば』中央公論新社〈中公新書〉、2017年4月。ISBN 978-4121024305。[32]

### 編纂
- 笹原宏之 編『当て字・当て読み 漢字表現辞典』三省堂、2010年11月。ISBN 978-4385137209。[33]

### 監修
- 『オールカラー 名文・名句でおぼえる小学校の漢字1006字』笹原宏之監修、ナツメ社、2009年8月。ISBN 978-4816347542。
- 田宮規雄『しあわせ漢字を贈る 赤ちゃんの名前』笹原宏之監修、高橋書店、2009年9月。ISBN 978-4471021061。
- 前田安正、桑田真『漢字んな話 2』笹原宏之監修、三省堂、2012年2月。ISBN 978-4385364483。[34]
- 『まんが四字熟語大辞典』笹原宏之監修、西東社、2017年6月。ISBN 978-4791625697。[35]
- 『動画を見ながらきれいな字が書ける ペン字練習帳 文字編』笹原宏之監修、三省堂、2018年11月。ISBN 978-4385364841。[36]
- 『動画を見ながらきれいな字が書ける ペン字練習帳 文章編』笹原宏之監修、三省堂、2018年11月。ISBN 978-4385364865。[37]

### 共著
- 笹原宏之、木村睦子、田中牧郎、飯島満『『太陽』コーパスの漢字処理 『太陽』1901の漢字調査』国立国語研究所、1999年2月。
- 山田俊治、十重田裕一、笹原宏之『山田美妙『竪琴草紙』本文の研究』笠間書院〈近代文学-テクストの森1〉、2000年7月。ISBN 978-4305701893。
- 阿久津智、井島正博、木村一、木村義之、笹原宏之 著、沖森卓也 編『日本語概説』朝倉書店〈日本語ライブラリー〉、2010年4月。ISBN 978-4254515237。[38]
- 沖森卓也、笹原宏之、常盤智子、山本真吾『図解 日本の文字』三省堂、2011年5月。ISBN 978-4385364803。[39]

### 共編
- 横山詔一・笹原宏之・野崎浩成・エリク・ロング 編『新聞電子メディアの漢字 朝日新聞CD-ROMによる漢字頻度表』三省堂〈国立国語研究所プロジェクト選書1〉、1998年7月。ISBN 978-4385358376。[40]
- 石井久雄・笹原宏之 編『日本語の文字・表記 研究会報告論集』国立国語研究所、2002年3月。
- 山田俊治・十重田裕一・畑中基紀・笹原宏之・伊藤善隆 編『日夏耿之介宛書簡集 学匠詩人の交友圏』国立国語研究所、2002年7月。
- 横山詔一・笹原宏之・野崎浩成・エリク・ロング 編『現代日本の異体字 漢字環境学序説』三省堂〈国立国語研究所プロジェクト選書2〉、2003年11月。ISBN 978-4385361123。[41]
- 山田忠雄・柴田武・酒井憲二・倉持保男・山田明雄・上野善道・井島正博・笹原宏之 編『新明解国語辞典』（第七版）三省堂、2012年1月。ISBN 978-4385131078。[42]
- 沖森卓也・笹原宏之 編『漢字』朝倉書店〈日本語ライブラリー〉、2017年10月。ISBN 978-4254516173。[43]